# レイチェル・ハドソン
レイチェル・ハドソン（Rachel Hudson、生年没年不詳）は、アメリカ合衆国出身の宣教師で、米国福音教会から派遣され、日本で活躍した。
ペンシルベニア州に生まれ、ペンシルベニア州のミラース・ビル師範学校を卒業し、同校の教師になる。
1876年にフレデリック・クレッカーとアドルフ・ハーンフーバーと共に来日する。クレッカーと共に駿河台、築地小田原町で伝道活動を行う。英語学校を開く。
1879年大火により生徒の家族が亡くなり、英語学校の経営が困難に陥る。1885年に日本を離れ帰国する。